# Неделчо Богданов
Вижте пояснителната страница за други личности с името Богданов.
Неделчо Богданов е български аниматор, известен като автор на интернет сериала Бълга̀р, чиято премиера е на 20 септември 2010 г. Той ръководи екипа, създал първия български триизмерен анимационен филм, чиято премиера е на 28 ноември 2014 г.

## Биография
Неделчо Богданов е роден в черноморския град Несебър. Именно там се развива и действието в сериала „Българ“.
Богданов завършва художествена гимназия в Казанлък, а след това – анимационна режисура в НАТФИЗ. Занимава се с анимация от 2001 г.
Създава няколко късометражни анимационни филми по време на следването си. По-известните сред тях са „Професорът“, „Зверове“, „Екип 54“. През 2020 г. създава нов анимационен сериал „Кечи“.
През 2021 г. участва в третия сезон на приключенското риалити „Игри на волята“.